# Método electroanalítico
Los métodos electroanalíticos son una clase de técnicas en química analítica, que estudian un analito mediante la medida del potencial eléctrico (voltios) y/o la corriente eléctrica (amperios) en una celda electroquímica, que contiene el analito. Estos métodos se pueden dividir en varias categorías dependiendo de qué aspectos de la célula son controlados y cuáles se miden. Las tres principales categorías son: potenciometría (se miden la diferencia de potenciales en el electrodo), coulombimetría (se mide la corriente de las celdas con el tiempo), y voltamperometría (se mide la corriente de las celdas mientras se altera activamente el potencial de las celdas).

## Potenciometría
La potenciometría mide pasivamente el potencial de una solución entre dos electrodos, afectando muy poco a la solución en el proceso. El potencial se relaciona entonces con la concentración de uno o varios analitos. La estructura de la celda utilizada se designa a menudo como un electrodo a pesar de que en realidad contiene dos electrodos: un electrodo indicador y un electrodo de referencia (distinto del electrodo de referencia utilizado en el sistema de tres electrodos). La Potenciometría generalmente utiliza electrodos construidos selectivamente sensibles a los iones de interés, tales como un electrodo selectivo de fluoruro. El electrodo potenciométrico más común es el electrodo de membrana de vidrio utilizado en un pH-metro.

## Coulombimetría
La coulombimetría utiliza la corriente aplicada o el potencial para convertir completamente un analito (mediante oxidación o reducción electródica) de un estado de oxidación a otro. En estos experimentos, la corriente total que pasa se mide directamente o indirectamente. El conocimiento del número de electrones que han pasado nos puede indicar la concentración del analito o, cuando la concentración se conoce, el número de electrones transferidos en la reacción redox. Las formas comunes de coulombimetría incluyen la coulombimetría potenciostática o coulombimetria a potencial controlado y la coulombimetría a intensidad constante, así como una variedad de titulaciones coulombimétricas.

## Voltamperometría
La voltamperometría aplica un potencial constante y/o variable en la superficie de un electrodo y las medidas de la corriente resultante con un sistema de tres electrodos. Este método puede revelar el potencial de reducción de un analito y su reactividad electroquímica. Este método, en la práctica es un método no destructivo ya que solo una muy pequeña cantidad del analito se consume en la superficie de bidimensional de los electrodos de trabajo y auxiliar. En la práctica, las soluciones del analito normalmente se eliminan, ya que es difícil separar el analito del electrolito soporte y el experimento requiere solo una pequeña cantidad de analito. Un experimento normal puede implicar entre 1-10 mL con una concentración de analitos entre 1-10 mM. 

### Polarografía
La polarometría es una subclase de voltamperometría que utiliza un electrodo de gota de mercurio como electrodo de trabajo. El electrodo auxiliar es a menudo la cubeta de mercurio resultante. La preocupación por la toxicidad del mercurio ha causado que el uso de los electrodos de mercurio se reduzca en gran medida. Materiales de electrodo alternativos, tales como los metales nobles y el carbono cristalino, son asequibles, inertes, y de fácil limpieza.

### Amperometría
La mayoría de la amperometría es ahora una subclase de la voltamperometría en la que el electrodo se mantiene a potenciales constantes durante varios periodos de tiempo. La distinción entre amperometría y voltamperometría es principalmente histórica. Hubo un tiempo en que era difícil cambiar entre "mantener" y "escanear" un potencial. Esta función es trivial para los modernos potenciostatos, y hoy en día hay poca diferencia entre las técnicas que, o bien "mantienen", "escanean", o realizan ambas cosas en un solo experimento. Sin embargo, la terminología todavía resulta confusa, por ejemplo, la voltamperometría de pulso diferencial es también conocida como amperometría de pulso diferencial. Este experimento puede ser visto como la combinación de la voltamperometría de barrido lineal y la cronoamperometría de ahí la confusión acerca de en que categoría debería ser nombrado. 
Una ventaja que distingue la amperometría de otras formas de voltamperometría es que en la amperometría, las corrientes medidas son un promedio (o una suma) en el tiempo. En la mayoría de las voltamperometrías, las corrientes medidas deben considerarse de forma independiente en intervalos de tiempo individuales. El promedio utilizado en amperometría da a estos métodos una mayor precisión que a la meyoría de medidas individuales de (otras) técnicas voltamperométricas. 
No todos los experimentos que históricamente fueron amperometría se incluyen ahora en el ámbito de la voltamperometría. En una valoración amperométrica, se mide la corriente, pero esto no sería considerada voltamperometría dado que la solución entera se transforma durante el experimento. Las valoraciones amperométricas son, en cambio una forma de coulombimetría.